# Championnat du monde féminin de volley-ball 1967
Navigation
URSS 1962 Bulgarie 1970
La 5e édition des championnats du monde de volley-ball féminin s'est déroulée à Tokyo, au Japon, du 25 au 29 janvier 1967. 
Seulement quatre pays y participent à la suite du forfait des pays d'Europe de l'Est, opposés à la présence de la Corée du Sud.

## Poule unique
| Poule A |              |     |   |   |   |    |    |       |
|         | Équipe       | Pts | J | G | P | SP | SC | Ratio |
| 1       | Japon        | 6   | 3 | 3 | 0 | 9  | 0  | MAX   |
| 2       | États-Unis   | 4   | 3 | 2 | 1 | 6  | 5  | 1,200 |
| 3       | Corée du Sud | 2   | 3 | 1 | 2 | 4  | 6  | 0,666 |
| 4       | Pérou        | 0   | 3 | 0 | 3 | 1  | 9  | 0,111 |

| 25/01 | Japon        | 3 | 0 | Pérou        | (15-1 15-5 15-1)        |
| 25/01 | États-Unis   | 3 | 1 | Corée du Sud | (15-10 15-7 7-15 15-9)  |
| 27/01 | États-Unis   | 3 | 1 | Pérou        | (15-3 11-15 15-9 15-13) |
| 27/01 | Japon        | 3 | 0 | Corée du Sud | (15-3 15-3 15-4)        |
| 29/01 | Japon        | 3 | 0 | États-Unis   | (15-12 15-0 15-8)       |
| 29/01 | Corée du Sud | 3 | 0 | Pérou        | (15-11 15-9 15-11)      |

## Classement final
| Classement         | Pays         |
| ------------------ | ------------ |
| Médaille d'or      | Japon        |
| Médaille d'argent  | États-Unis   |
| Médaille de bronze | Corée du Sud |
| 4e                 | Pérou        |